# Midnight Panic
Midnight Panic – amerykańska grupa muzyczna grająca rocka. Powstała 2005 roku w Bakersfield w Kalifornii z inicjatywy znanego z występów w grupie Adema wokalisty Mark Anthony Chavez.

## Skład zespołu
- Mark Anthony Chavez – wokal
- Peter Shubert – gitara elektryczna
- Mike Montano – gitara basowa
- Matt Low – perkusja

## Dyskografia
- (2006) Midnight Panic

## Wideografia
- (2006) Tonight is our last night